# Cisternes-la-Forêt
 Cisternes-la-Forêt  es una población y comuna francesa, situada en la región de Auvernia, departamento de Puy-de-Dôme, en el distrito de Riom y cantón de Pontgibaud.

## Demografía
| 593 | 589 | 592 | 528 | 509 | 455 |
| Para los censos de 1962 a 1999 la población legal corresponde a la población sin duplicidades (Fuente: INSEE [Consultar]) |     |     |     |     |     |